# Margaretenspitze (Knüpftechnik)

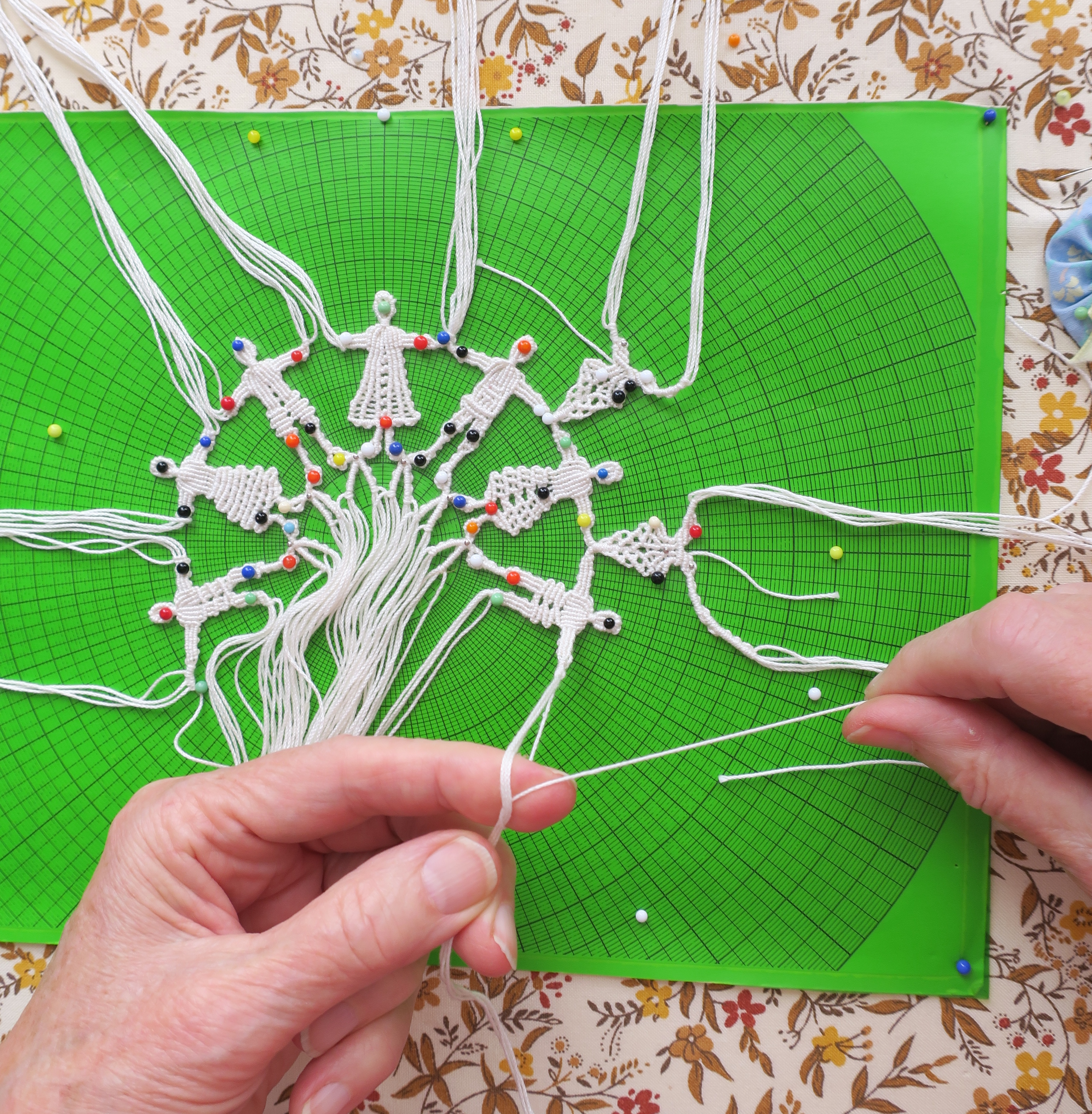
Der Rippenknoten, hier wird die erste Schlinge gezogen, eine zweite gleiche muss folgen. Foto: Julia Heinemann

Die Margaretenspitze ist eine Abwandlung der Makrameetechnik mit einigen technischen Besonderheiten. Sie wurde zwischen 1913 und 1925 von der Kunstgewerblerin Margarete Naumann entwickelt.

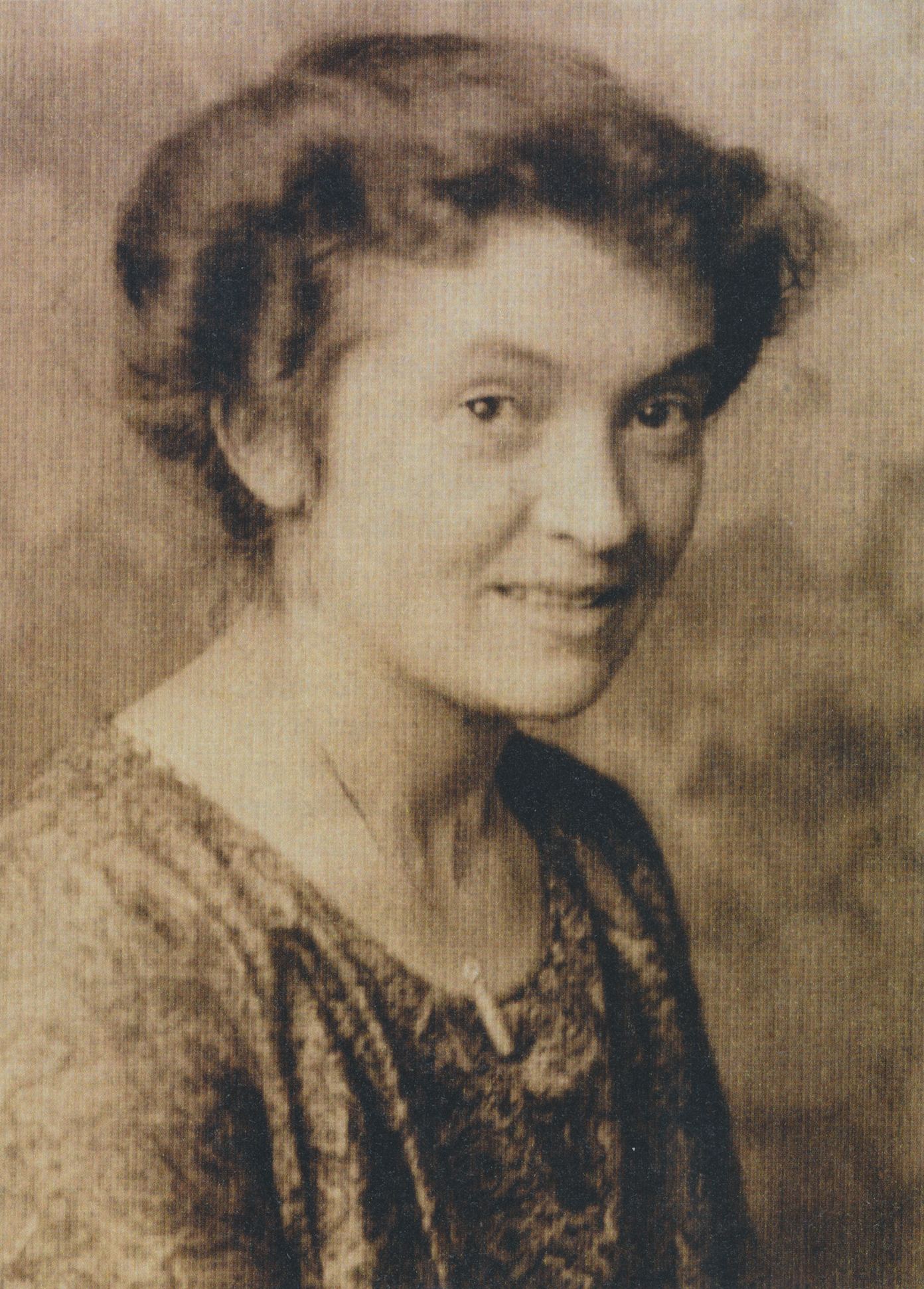
Margarete Naumann, 1881–1946, Foto aus Familienbesitz

## Margarete Naumanns Gestaltungslehre
Margarete Naumann entwarf eine Gestaltungslehre, mit der sie den Textilunterricht für Schule und Ausbildung reformieren wollte. Ihr Ziel war, die schöpferischen Kräfte der Schülerinnen zu aktivieren und zu stärken. Sie lehnte alles sture Nacharbeiten vorgegebener Muster ab. Diese Gestaltungslehre wurde nie veröffentlicht, das Manuskript verbrannte 1943 unter den Bomben des Zweiten Weltkrieges und Margarete Naumann verstarb kurz danach. Bis heute hat sich eine bestimmte Art ihrer Papierarbeiten erhalten, es sind Sterne und Engel als Weihnachtsschmuck, außerdem als Knüpfarbeit die Margaretenspitze.

## Besonderheiten der Margaretenspitze
Margarete Naumann sah als wesentliches Element ihrer Spitze das Bündelungsverfahren an, für das sie 1918 ein Patent erhielt. Das Patent lautete: „Verfahren zur Herstellung von Spitzen und spitzenähnlichen Erzeugnissen.“
Zusammengefasst sind die Besonderheiten der Margaretenspitze folgende:
- Die ausschließliche Verwendung des Rippenknotens der Makramee und seiner Anreihungen, das heißt Doppelschlinge (der Rippenknoten), Einzelschlinge, Drei- oder Mehrfachschlinge, je nach den Gegebenheiten des Musters.
- Die Fadenbündelung, das heißt im Laufe des Musters können Einzelfäden zu Bündeln zusammengeführt werden und auch wieder als Einzelfäden oder auch Fadengruppen heraustreten. Dies ist das Prinzip, das in der Patentschrift festgehalten wurde. Durch das Bündelungsverfahren ist es möglich, die Art der Arbeitsanfänge und -abschlüsse frei zu wählen und im Verlauf des Knüpfens je nach Muster die Arbeitsrichtung beliebig zu wechseln. In vielen Fällen entsteht ein Objekt aus mehreren Teilen, die im Laufe der Arbeit miteinander verbunden werden.
- Man hat keine Vorzeichnungen oder Arbeitsbriefe. Ein Linienraster (Millimeterpapier oder Rundraster) gibt Orientierung in der Fläche.
- Durch die Festigkeit der Knoten ist es möglich, auch dreidimensional zu arbeiten, ohne materialfremde Hilfsmittel zu verwenden.

Die Verwendung der Margaretenspitze entspricht der aller anderen Spitzenarten. Sie ermöglicht fortlaufende Muster, Rundformen oder andere Einzelmotive, es gibt Schmuck (Colliers, Ohrstecker), Wand- und Fensterschmuck, aber auch dreidimensionale Gestaltungen, zum Beispiel Blüten oder unterschiedliche Figuren.

## Beispiel-Arbeiten

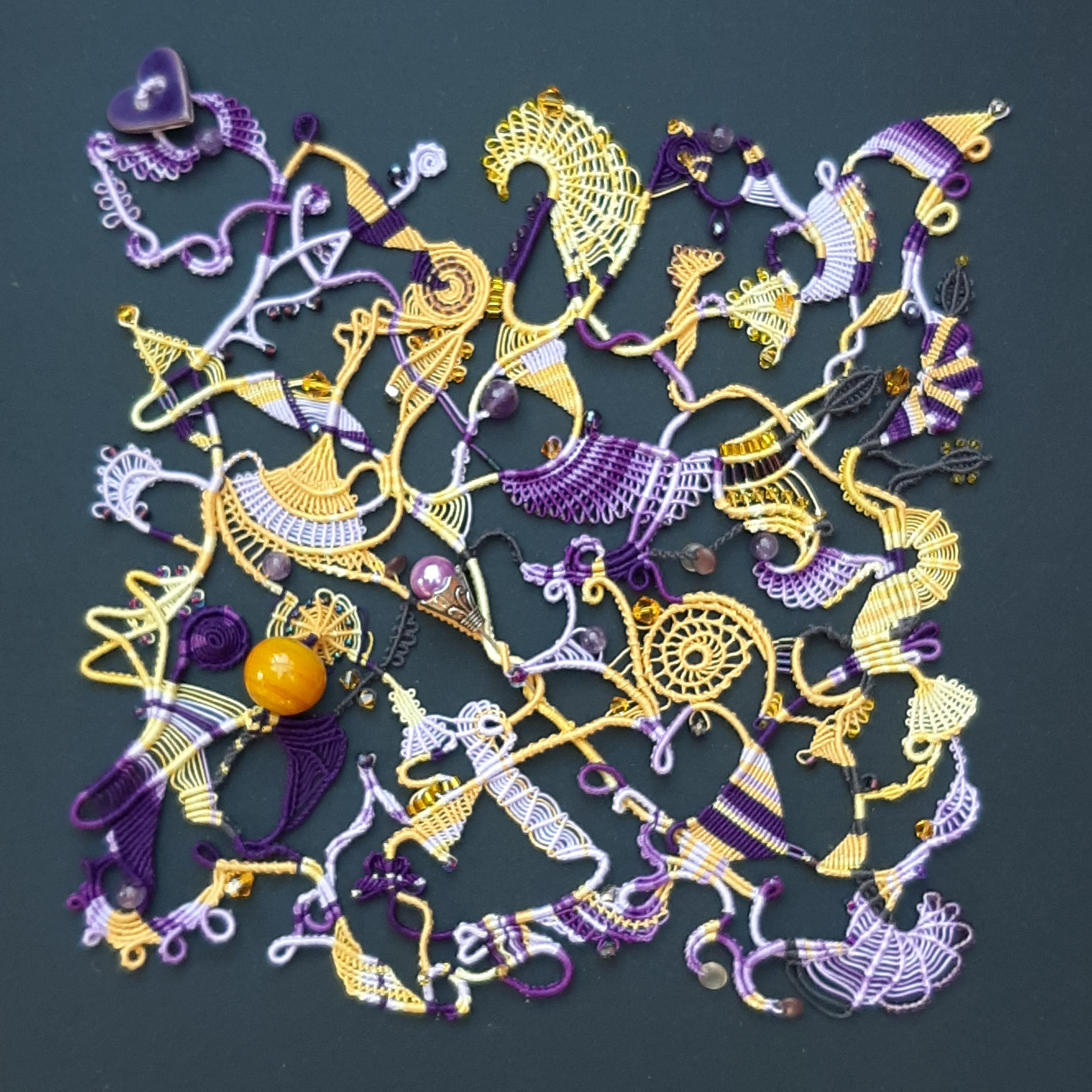
Quadratische Flächengestaltung, mehrfarbig. Entwurf und Ausführung Heike Becker. Foto: Heike Becker
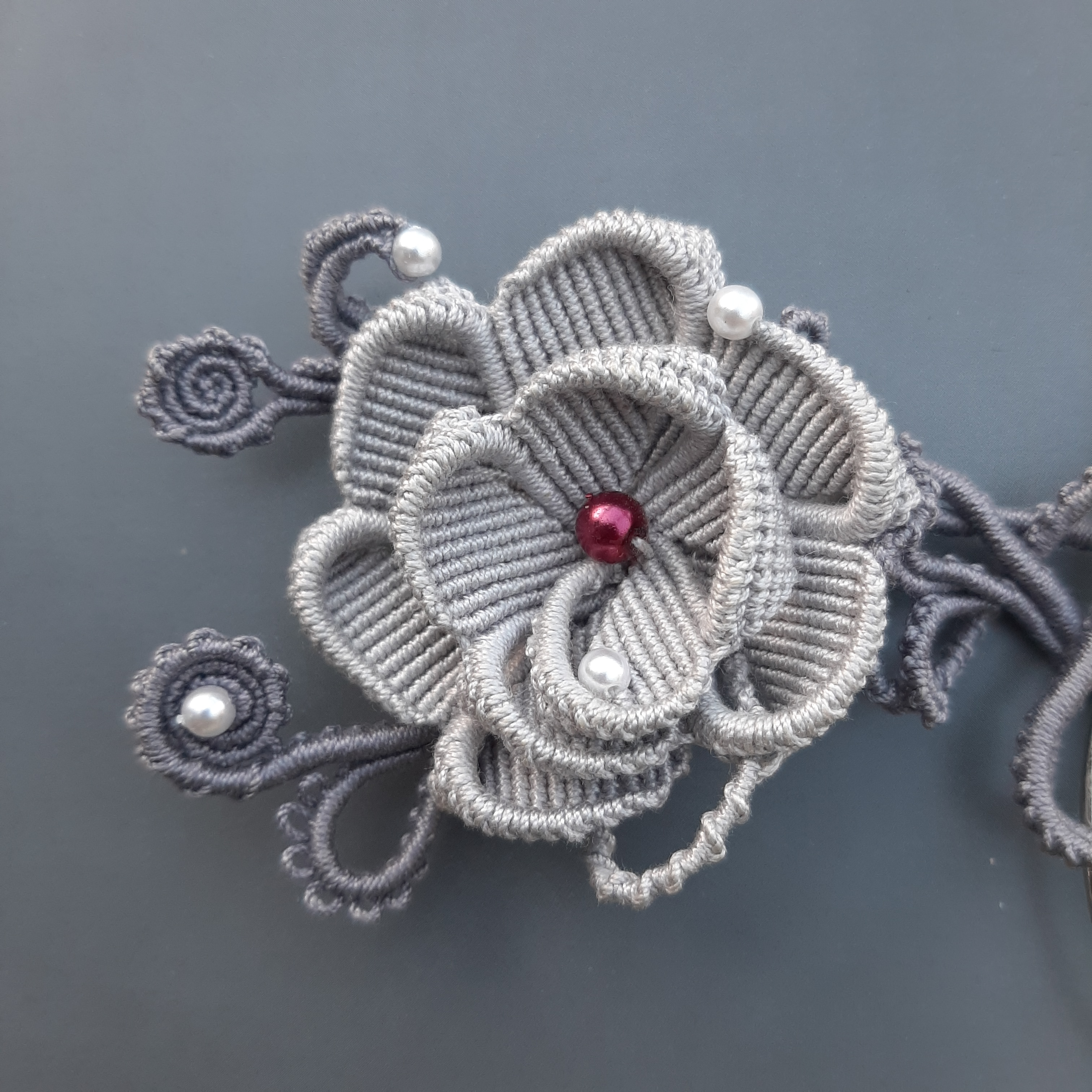
Rose, dreidimensionale Arbeit. Entwurf und Ausführung Heike Becker. Foto: Heike Becker
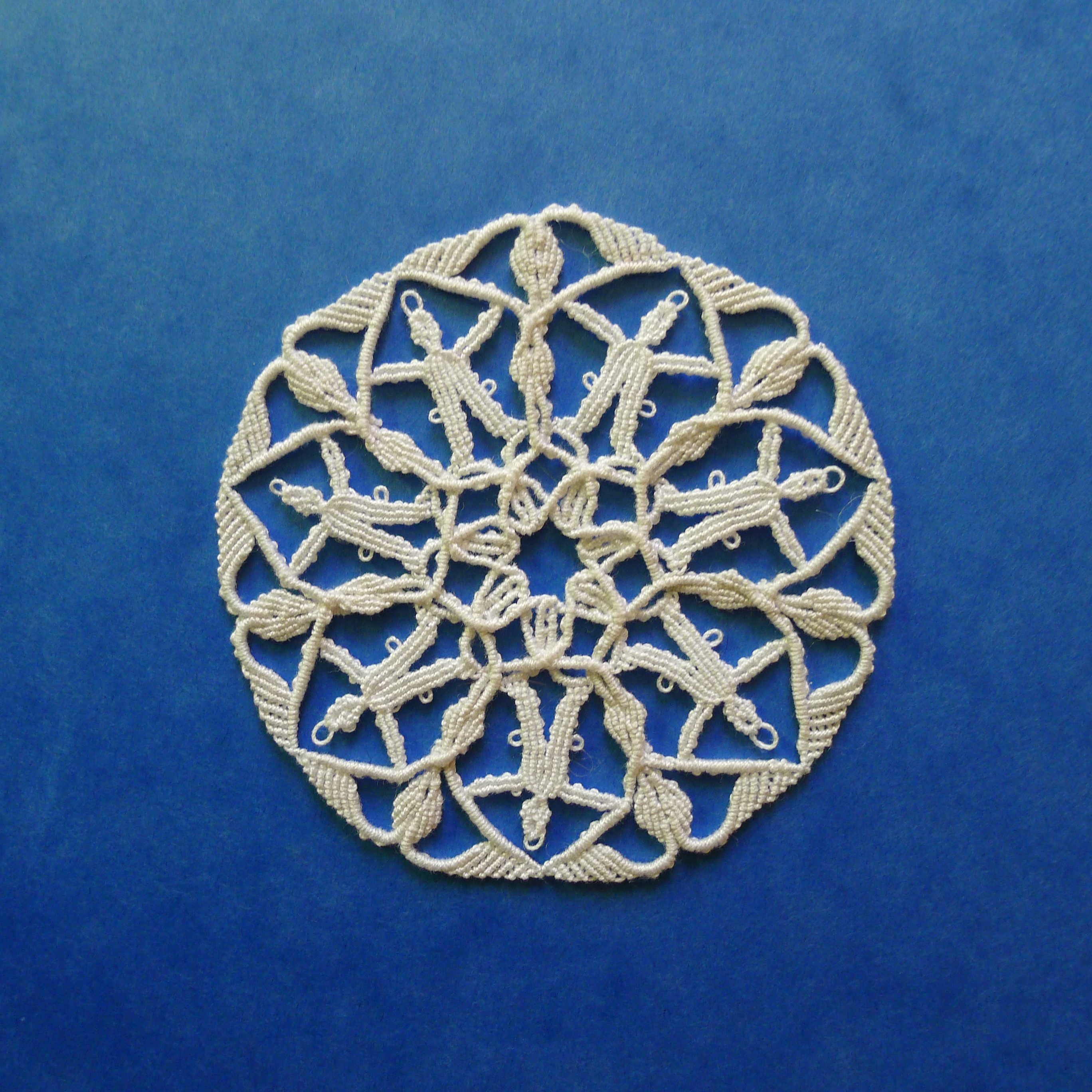
Diese Rundform wurde in den Köpfen der Kinder begonnen und nach mehreren Wechseln der Arbeitsrichtung in den größeren der beiden Blätter beendet. Entwurf und Ausführung Lotte Heinemann. Foto: Kirsten Kötter
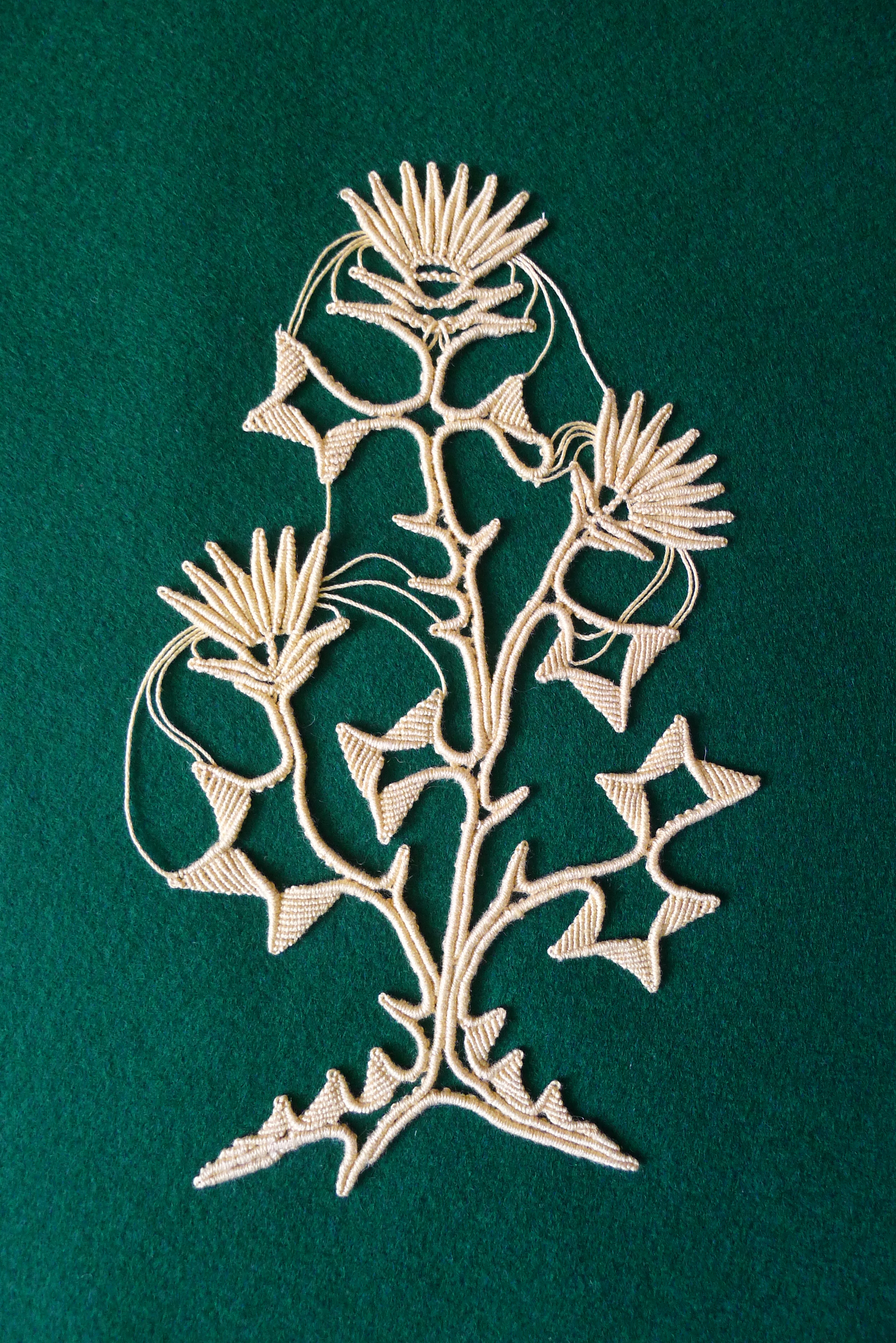
Distel. Jede Blüte ist ein Arbeitsbeginn. Im weiteren Verlauf des Knüpfens wurde alles zum Gesamtbild vereinigt. Entwurf und Ausführung Lotte Heinemann. Foto: Kirsten Kötter
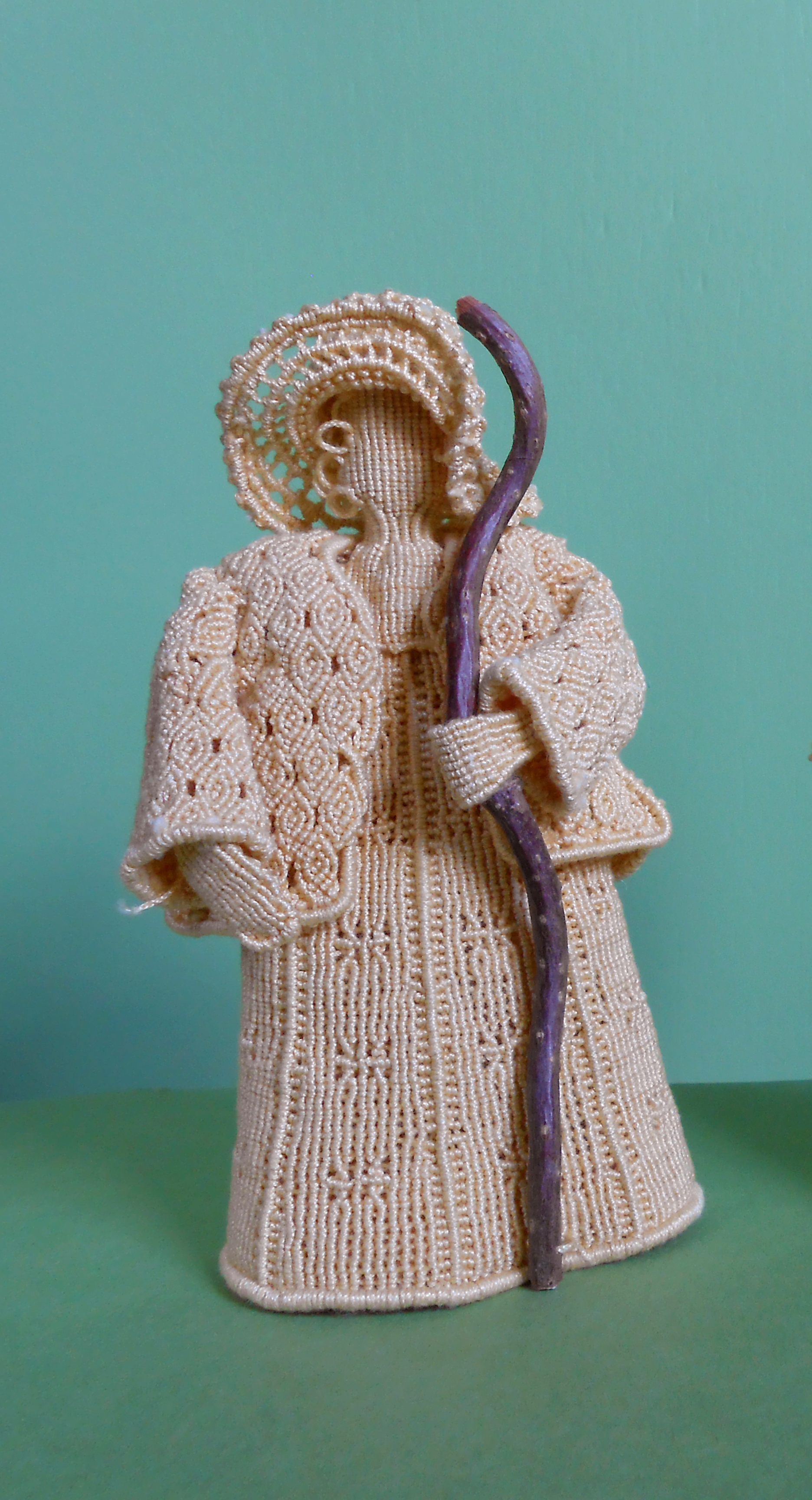
Hirte, dreidimensionale Arbeit. Entwurf und Ausführung Lotte Heinemann. Foto: K. D. Meyer